# Casa Pushkin

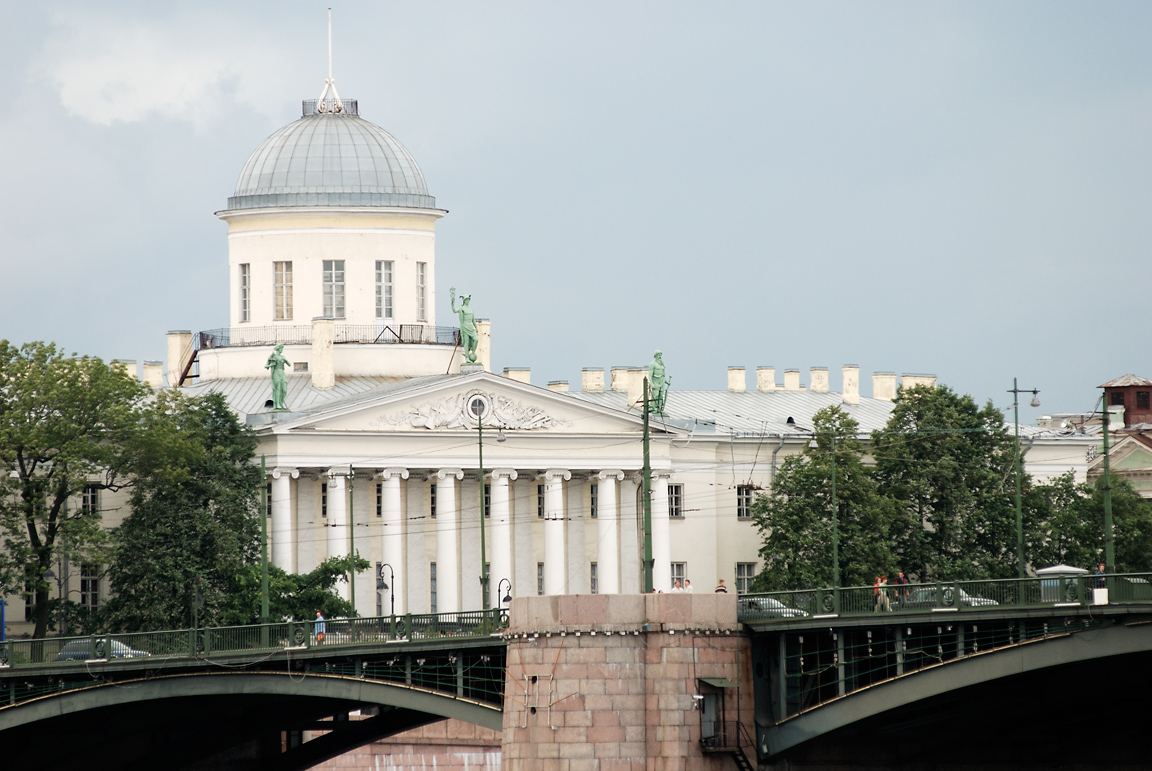
Casa Pushkin vista a través del río Málaya Nevá y del Puente de la Bolsa. La fachada está coronada con las estatuas en bronce de Neptuno, Mercurio, y Ceres.

La Casa Pushkin (en ruso: Пушкинский дом, Púshkinski Dom) es el nombre popular del Instituto de Literatura Rusa de San Petersburgo. Es parte de una red de instituciones afiliadas con la Academia de Ciencias de Rusia.

## Historia

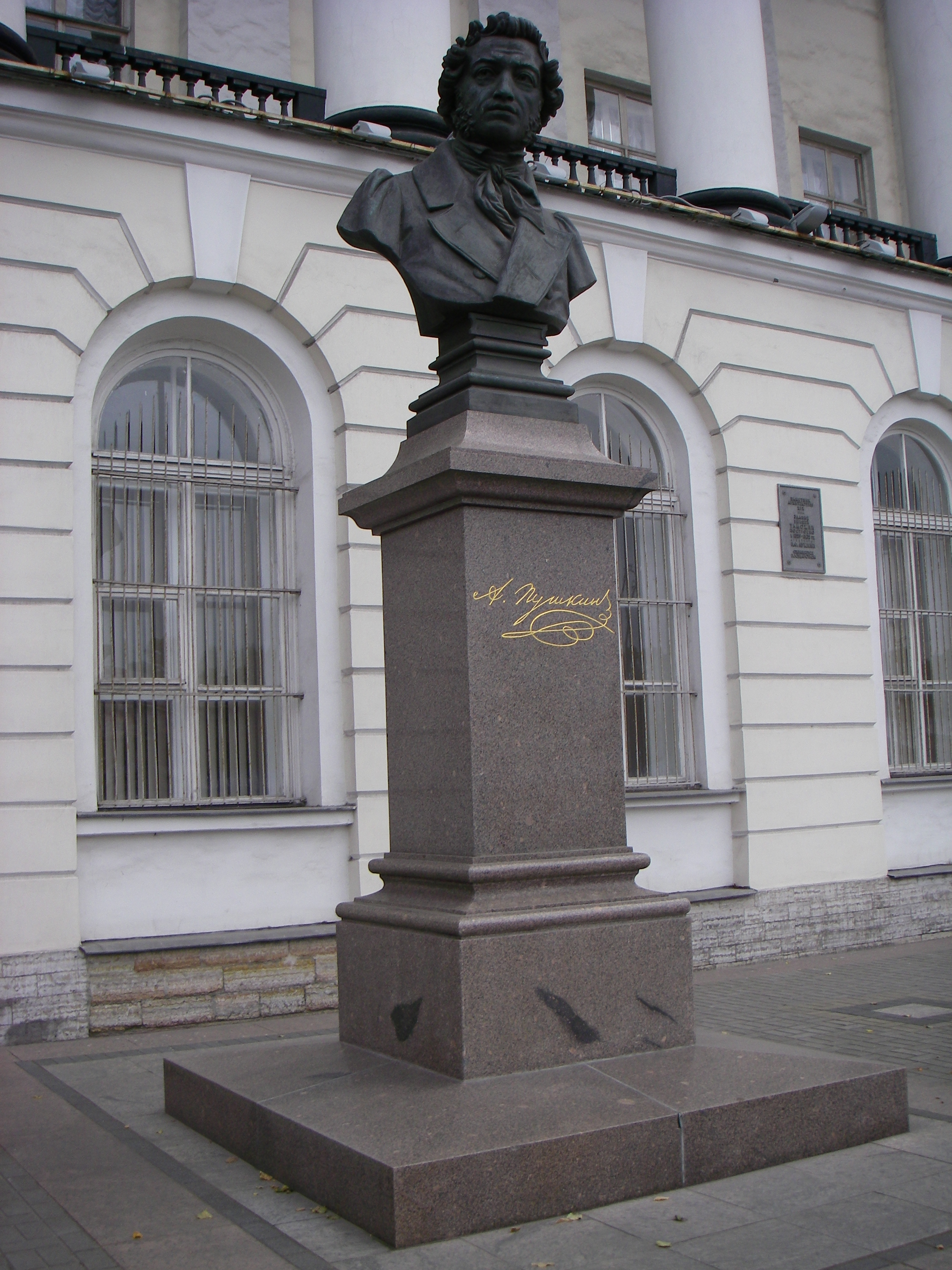
Busto de Pushkin, situado delante de la fachada principal del edificio.

### Establecimiento
El Instituto de Literatura Ruso comenzó su andadura en diciembre de 1905 como centro principal dedicado a los estudios sobre Aleksandr Pushkin en el Imperio ruso. Una comisión con el encargo de levantar un monumento a Pushkin en San Petersburgo, dirigida por Serguéi Oldenburg y Alekséi Shájmatov, sugirió la creación de una institución permanente para preservar los manuscritos originales de Pushkin:

¿No sería más apropiado erigir un monumento a Aleksandr Pushkin, no en forma de una estatua, sino en forma de un museo? Este museo, que llevaría el nombre de Pushkin, abarcará todo lo concerniente a nuestros más destacados artistas de la lengua, incluyendo sus manuscritos, objetos personales y primeras ediciones de sus obras.

La idea fue ganando apoyos y recibió el beneplácito del Gran Duque Constantino Constantínovich, quien dispuso que la casa Pushkin se alojase en un edificio neoclásico construido al efecto, o un Odeón, pero la idea no se pudo materializar por falta de fondos.
En 1907, el ministro de Finanzas Vladímir Kokóvtsov realizó una propuesta para adquirir una enorme colección de manuscritos y recuerdos de Pushkin reunida en París por Aleksandr Oneguin desde 1879 en adelante. Las negociaciones se prolongaron hasta que Oneguin murió en 1925, y el grueso de su colección finalmente acabó en Rusia. Los elementos más valiosos habían sido presentados a Onegin por el hijo de Vasili Zhukovski. Las bibliotecas personales y manuscritos de Iván Krylov, Piotr Pletniov, y Andréi Bólotov fueron adquiridas a sus herederos poco después.

### Era soviética
La Casa Pushkin originalmente era una organización no gubernamental especializanda en los estudios sobre Pushkin, reconocidos por las autoridades rusas como una rama independiente de investigación erudita. La Revolución rusa provocó el cierre de todas las instituciones no gubernamentales, pero la Casa Pushkin evitó esta situación cuando fue puesta bajo el paraguas de la Academia de Ciencias de Rusia (en 1918). Directores "honorarios" como Anatoli Lunacharski, Lev Kámenev y Máximo Gorki aseguraron su paso seguro a través de los trances de la Revolución.
Este hecho implicó la extensión de su alcance para abarcar todos los escritores clásicos rusos del siglo XIX. En 1920, la Casa Pushkin fue rebautizada como Instituto de Nueva Literatura Rusa para reflejar su renovado propósito. Su objetivo principal era preparar ediciones altamente "académicas", respaldadas por notables autoritarides, de los trabajos de Pushkin, Mijaíl Lérmontov, Visarión Belinski, Iván Turguénev, Nikolái Nekrásov, Fiódor Dostoyevski, y otros autores célebres del siglo anterior.
En 1927, la Casa Pushkin se trasladó de las repletas dependencias en la Academia de las Ciencias al magnífico edificio neo-paladiano de la Casa de la Aduana, construido a partir de los diseños de Giovanni Francesco Lucchini realizados entre 1829 y 1832, situado junto al edificio de la Bolsa. Estaba todavía la Casa Pushkin instalada en las dependencias de la Kunstkamera, cuando Aleksandr Blok se refirió a ella en su último poema titulado A la Casa Pushkin, celebrando la herencia del patrimonio del escritor como un destello de esperanza durante el caos y la confusión de los años posrevolucionarios:

¡Casa Pushkin! Un nombre aparte,
¡Un nombre con un significado para el corazón!

La Casa Pushkin permaneció abierta durante el horripilante sitio de Leningrado en el transcurso de la Segunda Guerra Mundial, aunque la mayoría del personal y de los manuscritos fueron evacuados a otras ciudades. Tras la guerra, el instituto continuó como un destacado centro académico de la literatura rusa, empleando a los principales estudiosos como Borís Eijenbaum y Dmitri Lijachov.

## Estructura
Las colecciones de la Casa Pushkin, parcialmente alojadas en un moderno bloque oculto detrás de la fachada neoclásica, incluyen numerosos manuscritos desde el siglo XIII en adelante, retratos y documentos personales de los principales autores de Rusia, así como un cúmulo de raras grabaciones de música. La institución tiene una estructura compleja, y se subdivide en varios departamentos: 

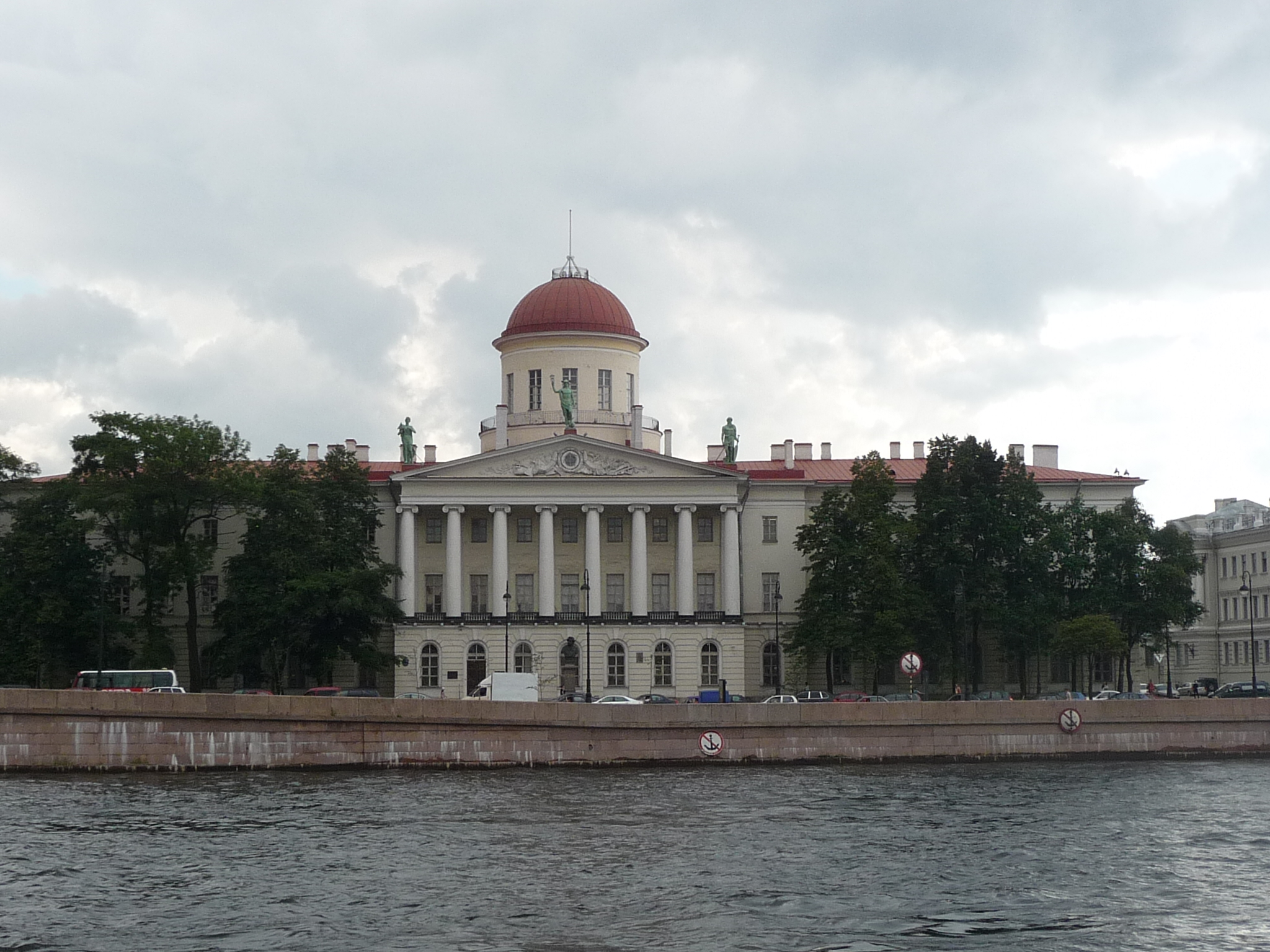
El Instituto de Literatura rusa, visto a través del río Málaya Nevá.

- Departamento de Literatura Rusa Antigua
- Departamento de Folklore Ruso y Archivo de Registros
- Departamento de Nueva Literatura Rusa
- Departamento de Estudios de Pushkin
- Departamento de Literatura Rusa Reciente
- Departamento de Correlación de Literatura Rusa y Extranjera
- Departamento de Bibliografía y Fuentes
- División de Manuscritos y Archivo de Reliquias Antiguas
- Museo de Literatura

Existen Casas Pushkin conmemorativas en Mijáilovskoye, Trigórskoye, Tsárskoye Seló, y en el río Moika; afiliadas con la Casa Pushkin.